# Pembroke (Virginie)
Pour les articles homonymes, voir Pembroke.
Pembroke est une municipalité américaine située dans le comté de Giles en Virginie.
Selon le recensement de 2010, Pembroke compte 1 128 habitants. La municipalité s'étend sur 1,10 mille carré (2,85 km2).
La famille Lybrook est la première à s'implanter à Pembroke vers 1750. Le premier bureau de poste local ouvre le 20 novembre 1840 avec John Lybrook comme receveur des postes. Celui-ci choisit le nom de la ville, probablement en référence au comte de Pembroke évoqué dans les sonnets de Shakespeares. Pembroke devient une municipalité en 1948.